# Kevin Kregel
Kevin Richard Kregel (Amityville (New York), 16 september 1956) is een Amerikaans ruimtevaarder. Kregel zijn eerste ruimtevlucht was STS-70 met de spaceshuttle Discovery en vond plaats op 13 juli 1995. Tijdens deze missie werd de laatste Tracking and Data Relay satelliet (TDRS-G) in een baan rond de aarde gebracht.
Kregel maakte deel uit van NASA Astronautengroep 14. Deze groep van 24 ruimtevaarders begon hun training in 1992 en had als bijnaam The Hogs.
In totaal heeft hij vier ruimtevluchten op zijn naam staan.